# Larry Silverstein
Larry A. Silverstein (Brooklyn, 30 de maio de 1931) é um investidor americano.
Silverstein nasceu Brooklyn e junto com seu pai, investiram em propriedades, depois que se separou de seu parceiro, Bernard Mendik, em 1977. Comprou muitos edifícios de Manhattan na década de 1970 e em 1980, ganhou uma disputa para construir o World Trade Center 7, ao norte de World Trade Center. Em 24 de julho de 2001, adquiriu todo o complexo, pouco antes dos atentados terroristas de 11 de setembro. Ele fez um seguro dos edifícios contra até atentados terroristas, exigindo, posteriormente, na justiça, o dobro do valor da empresa de seguros, pois foram-se os dois prédios. Ele lucrou cerca de 4,500,000,000 de dólares após o atentado.